# Rudolf Klaban
Rudolf Klaban (* 5. April 1938 in Wien) ist ein ehemaliger österreichischer Mittel- und Langstreckenläufer.

## Karriere
1958 scheiterte er bei den Europameisterschaften in Stockholm über 800 Meter und 1500 Meter im Vorlauf.
Bei den Olympischen Spielen 1960 in Rom erreichte er über 800 Meter das Viertelfinale und schied über 1500 Meter im Vorlauf aus.
1961 gewann er bei der Universiade Silber über 800 Meter und Bronze über 1500 Meter. Im Jahr darauf kam er bei den Europameisterschaften in Belgrad über 1500 Meter nicht über die Vorrunde hinaus.
Bei den Olympischen Spielen 1964 in Tokio gelangte er über 800 Meter ins Halbfinale, und 1965 holte er bei der Universiade Bronze über 800 Meter.
Bei den Europameisterschaften 1966 in Budapest schied er über 800 Meter und bei den Olympischen Spielen 1968 in Mexiko-Stadt über 1500 Meter im Vorlauf aus.
Siebenmal wurde er Österreichischer Meister über 800 Meter (1959–1964, 1966), zehnmal über 1500 Meter (1957, 1960–1968), dreimal über 5000 Meter und einmal im Crosslauf auf der Kurzstrecke (1967).

## Persönliche Bestzeiten
- 800 m: 1:47,4 min, 15. Oktober 1964, Tokio (ehemaliger nationaler Rekord)
- 1000 m: 2:20,7 min, 5. September 1964, Wien (ehemaliger nationaler Rekord)
- 1500 m: 3:41,4 min, 10. Juli 1968, Köln (ehemaliger nationaler Rekord)
- 1 Meile: 4:05,8 min, 12. August 1961, Wien (ehemaliger nationaler Rekord)
- 2000 m: 5:14,6 min, 1. September 1968, Tulln (ehemaliger nationaler Rekord)
- 3000 m: 8:09,2 min, 17. August 1965, Wien (ehemaliger nationaler Rekord)
- 5000 m: 14:24,8 min, 1. Mai 1968, Wien
- 10.000 m: 29:53,6 min, 27. April 1968, Wien (ehemaliger nationaler Rekord)